# Железничка станица Суботица
Железничка станица Суботица је железнички чвор и последња железничка станица на прузи Београд—Суботица. Налази се у насељу Суботица у граду Суботици. Пруга се наставља у једном смеру ка Келебији, у другом смеру према Наумовићеву, у трећем смеру према Таванкуту и у четвртом према Палићу. Железничка станица Суботица се састоји из 7 колосека.

## Повезивање линија
Железнице Србије　　
Пруга Београд—Суботица　
MÁV　
136. линија (Мађарска)　
150. линија (Мађарска)　　